# فورد 1957
فورد 1957 (بالإنجليزية: 1957 Ford)‏ هي سيارة من صناعة شركة فورد أنتجت في 1957.